# Ypthima mahratta
Ypthima mahratta är en fjärilsart som beskrevs av Moore 1884. Ypthima mahratta ingår i släktet Ypthima och familjen praktfjärilar. Inga underarter finns listade i Catalogue of Life.